# 保罗·德萨·莱亚尔
保罗·德萨·莱亚尔（葡萄牙語：Paulo d'Eça Leal，1901年7月15日—1977年9月18日），葡萄牙男子击剑运动员。他曾代表葡萄牙参加1924年、1928年和1936年夏季奥林匹克运动会击剑比赛，其中1928年奥运会获得一枚铜牌。